# Saint-Pierre-de-Maillé
Saint-Pierre-de-Maillé é uma comuna francesa na região administrativa da Nova Aquitânia, no departamento de Vienne. Estende-se por uma área de 74,89 km². Em 2010 a comuna tinha 896 habitantes (densidade: 12 hab./km²).